# Universität Bari
Koordinaten: 41° 7′ 13,5″ N, 16° 52′ 6,1″ O

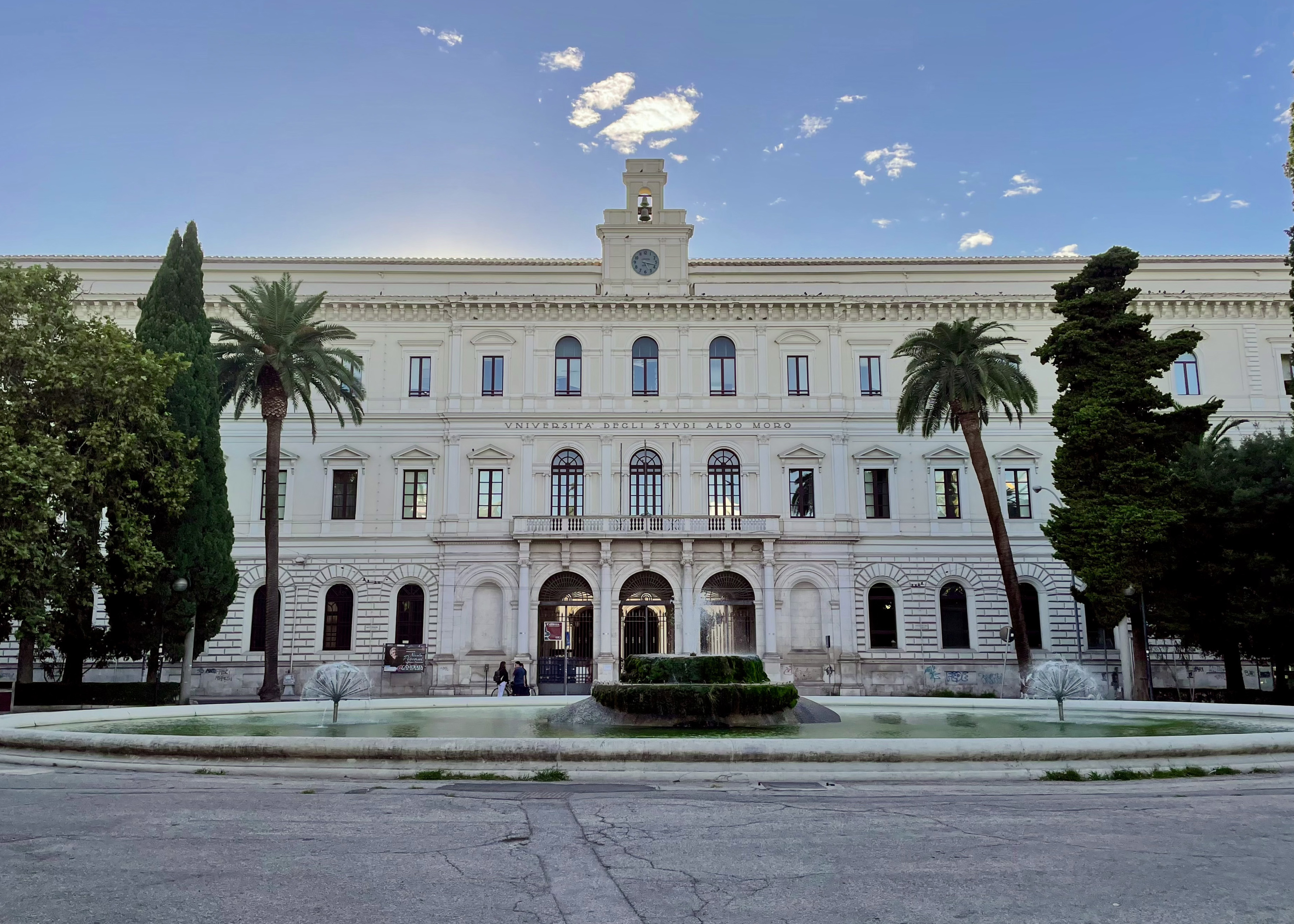
Hauptgebäude der Universität Bari

Die Aldo-Moro-Universität Bari (italienisch: Università degli studi di Bari Aldo Moro; lateinisch: Universitas Barensis) ist eine 1925 gegründete staatliche Universität in der süditalienischen Hafenstadt Bari mit rund 60.000 Studenten und knapp 2.000 wissenschaftlichen Angestellten. Daneben gibt es das Politecnico di Bari mit etwa 10.000 Studenten. 
Die Universität gliedert sich in 23 Fachbereiche. Die Universität unterhält Außenstellen in Brindisi und Tarent.
Zu den international beachteten Einrichtungen der Universität gehört das Centro di Studi normanno-svevi, das seit 1973 alle zwei Jahre Tagungen zur Geschichte Süditaliens in normannischer und staufischer Zeit durchführt. Vizepräsidenten des wissenschaftlichen Beirats waren Carl Arnold Willemsen und Reinhard Elze.

## Geschichte
Die Universität wurde im Januar 1925 von Benito Mussolini eröffnet und blieb bis 2008 nach ihm benannt; dieser Name wurde jedoch seit 1943 nicht mehr offiziell verwendet. Am 9. Mai 2008, dem 30. Todestag von Aldo Moro, der in Bari studiert hatte und an der Juristischen Fakultät Professor für Strafrecht gewesen war, wurde die Universität nach ihrem berühmtesten Schüler und Dozenten benannt.

## Fachbereiche
Es gibt 23 Fachbereiche:
- Biologie
- Biowissenschaften, Biotechnologie und Biopharmazeutika
- Chemie
- Notfallmedizin und Organtransplantation
- Wirtschaftswissenschaft und Finanzwirtschaft
- Wirtschaftswissenschaft, Management und Wirtschaftsrecht
- Pharmazie, Pharmazeutische Wissenschaften
- Physik (interuniversitär mit dem Politecnico di Bari)
- Rechtswissenschaft
- Informatik
- Interdisziplinäre Medizin
- Das Ionische Meer in den Rechts- und Wirtschaftssystemen des Mittelmeerraums: Gesellschaft, Umwelt, Kulturen
- Forschung und humanistische Innovation
- Geisteswissenschaften Sprachen Kunst. Italianistik und vergleichende Kulturwissenschaften
- Mathematik
- Veterinärmedizin
- Agrar- und Umweltwissenschaften und Raumplanung
- Biomedizinische Wissenschaften und menschliche Onkologie
- Boden-, Pflanzen- und Lebensmittelwissenschaften
- Erziehungswissenschaften, Psychologie, Kommunikationswissenschaften
- Erd- und Geo-Umweltwissenschaften
- Medizinische Grundlagenforschung, Neurowissenschaften und Sinnesorgane
- Politikwissenschaft

## Belege
1. ↑  Rettorato. In: uniba.it. Abgerufen am 21. November 2021 (italienisch).
2. ↑  Pressebericht über die Namenskontroverse
3. ↑  Sede di Brindisi
4. ↑  Sede di Taranto
5. ↑  Pressemitteilung (Seite nicht mehr abrufbar, festgestellt im Februar 2023. Suche in Webarchiven)  Info: Der Link wurde automatisch als defekt markiert. Bitte prüfe den Link gemäß Anleitung und entferne dann diesen Hinweis. (PDF; 24 kB)
6. ↑  Scientific and academic structures. Abgerufen am 12. Juli 2023 (englisch).